# Mon bel amour d'été
Singles de Mireille Mathieu
Bonne fête maman
(1969) Mon impossible amour
(1969)
 Mon bel amour d'été  est une chanson de Mireille Mathieu sorti en 1969.